# 花くらべ狸御殿
『花くらべ狸御殿』（はなくらべたぬきごてん）は、1949年（昭和24年）公開のオペレッタ映画。木村恵吾が脚本、監督。

## 概要
タヌキを擬人化したミュージカル『狸御殿』シリーズの1作。公開当時、映画は大ヒットとなり、水の江瀧子は往年の人気を取り戻した。
特殊撮影には、東宝争議により東宝を離れていた円谷英二を起用している。本作品では、魔女が使う魔法の表現などに合成が用いられている。
国際劇場にて1949年6月11日から25日まで舞台版が上演された。
同年公開された『透明人間現わる』では特撮に製作費がかかり過ぎ、水の江瀧子のレヴューが撮れなくなったため、『花くらべ狸御殿』の「涙の花くらべ」の3シーンとフィナーレを流用し、編集でレヴュー場面を作り上げた。

## 出演者
- おぼろ姫：喜多川千鶴[6]
- 魔女愛々：京マチ子[1]
- 魔女恋々：暁テル子[1]
- 魔女喃々：大伴千春[1]
- 黒太郎：水の江瀧子[1]
- 櫟林のポン：柳家金語樓[1]
- 歌手：灰田勝彦[1]
- 歌手：竹山逸郎[6]
- 歌手：三丁目文夫[6]
- 右大臣：杉狂児[1]
- 左大臣：藤井貢[1]
- 司法大臣：渡辺篤[1]
- 官吏法典：村田宏寿[1]
- 秘書官狸春：寺島貢[1]
- 楽器店々員：上田寛[6]
- 妖婆泥々：常盤操子[6]
- 老女姥桜：香住佐代子
- 尾花お露：大美輝子[6]
- 大蔵大臣：武田徳倫[1]
- 町長：加賀美健一
- 町の有力者：牧龍介[6]
- 巡査：大河原左雁次[6]
- あんま：三浦志郎[6]
- 女給おそよ：野々宮由紀[1]
- 侍女かすみ：藤代鮎子[1]
- 侍女かをる ：丸山英子[6]
- 侍女かげろう：小柳圭子[6]
- 舞踏会の客：園御幸[6]
- 侍女さぎり：南春恵[6]
- 有力者夫人：赤木春生[6]
- 女給きぬた：芦原圭子[6]
- 女給おゆう：早見栄子[6]
- 女給おあき：柳恵美子[6]
- 女給おてる：宮島久仁子[6]
- 女給おなつ：吉井夏代子
- 郡舞：大阪松竹歌劇団[6]

## スタッフ
- 企画：清水龍之介[1]
- 監督・脚本：木村恵吾[1]
- 撮影：牧田行正[1]
- 録音：中村敏夫[1]、長岡栄[6]
- 美術：上里義三[3]、太田誠一[6]
- 作曲：服部良一[6]
- 作詞：佐伯孝夫[6]
- 按舞：飛鳥亮
- 演奏：中澤壽士楽団[6]
- 照明：岡本健一[1]、松井正夫
- 特殊撮影：円谷英二[6]
- 編輯：宮田味津三
- 装置：梶谷市造[6]
- 特殊工作：山本夘一郎[6]
- 装飾：水谷秀太郎[6]
- 背景：高橋米糊、太田多三郎[6]
- 記録：木村恵美[6]
- 衣装：黒澤好子[6]
- 美粧：小林昌典[6]
- 結髪：石井エミ[6]
- スチール：小牧照[6]
- 演技事務：松浪錦之助[6]
- 進行：竹内次郎[6]
- 製作主任：小林利勝[6]

## 主題歌
ビクター・レコード
- 作詩 佐伯孝夫[6]
- 作曲 服部良一[6]
- 「恋のジプシー」 …暁テル子[6]
- 「涙の花くらべ」…竹山逸郎[6]、服部富子[6]
- 「狸夢の街角」 …灰田勝彦[6]